# Kabupaten Pohuwato
Kabupaten Pohuwato är ett kabupaten i Indonesien.   Det ligger i provinsen Gorontalo, i den norra delen av landet, 1 800 km öster om huvudstaden Jakarta. Antalet invånare är 128 748.